# Lophiotoma acuta
Lophiotoma acuta é uma espécie de gastrópode do gênero Lophiotoma, pertencente a família Turridae.